# کیمبرلی ولش
کیمبرلی جین ولش (به انگلیسی: Kimberley Jane Walsh)، (زاده ۲۰ نوامبر ۱۹۸۱) خواننده-ترانه‌سرا، رقاص، مدل، مجری تلویزیون و هنرپیشهٔ انگلیسی است که بیشتر به خاطر عضویت در گروه موسیقی گرلز الاود شناخته شده است. تا تاریخ ۲۳ ژوئیهٔ ۲۰۱۰، ولش، اجراکنندهٔ شوی 'Suck My Pop' در شبکهٔ دیجیتال ویوا بوده است.